# فرودگاه کلونکاری
فرودگاه کلونکاری (به انگلیسی: Cloncurry Airport) یک فرودگاه با کد یاتا CNJ است که یک باند فرود آسفالت دارد و طول باند آن ۱۱۵۷ متر است. این فرودگاه در کشور استرالیا قرار دارد .

## شرکت‌های هواپیمایی و مقصدهای پروازی

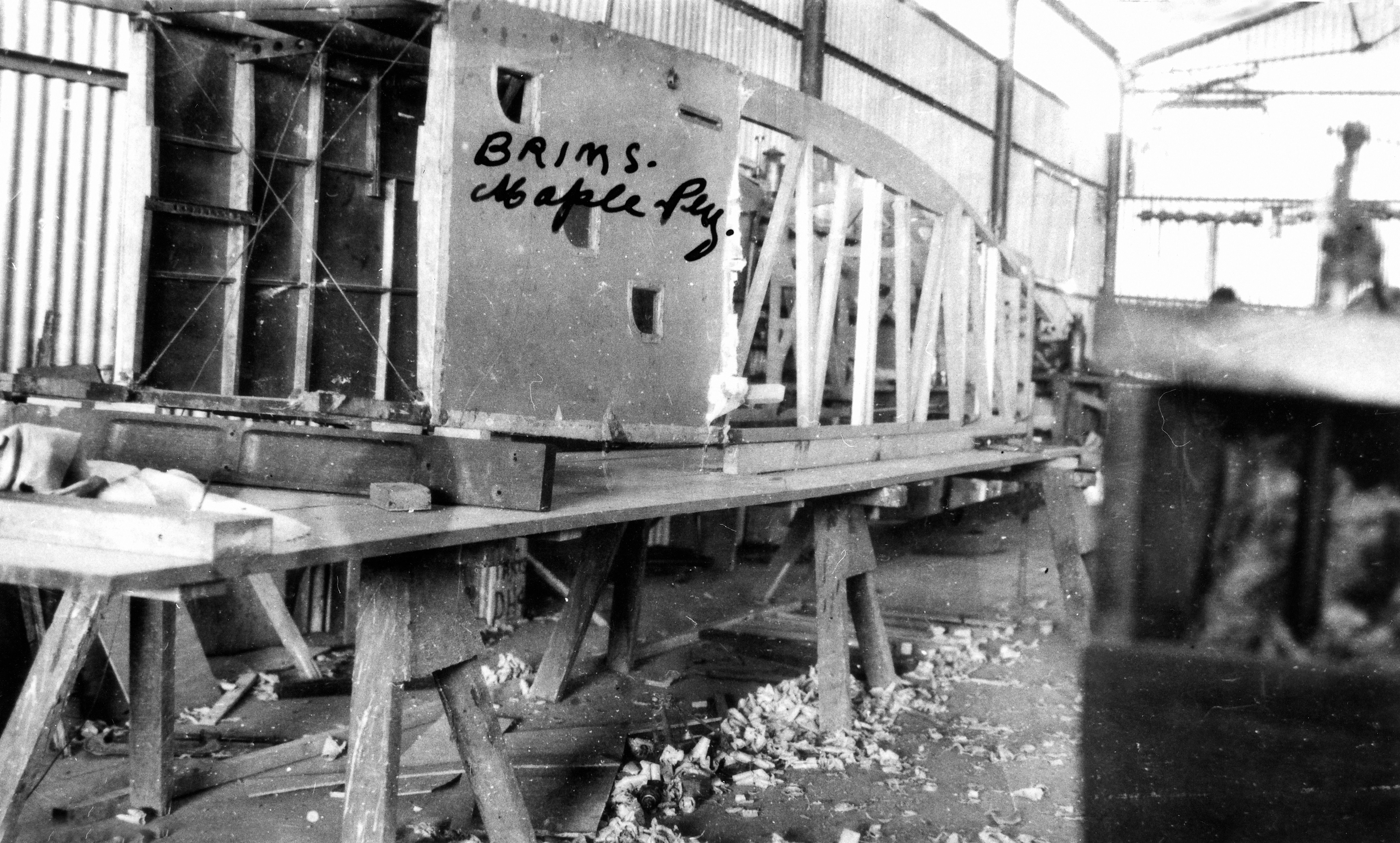
Aeroplane fuselage under construction, Cloncurry, ca. 1927 Brims Brothers Plywood Factory made the plywood which was used for construction of the aeroplane bodies by Qantas airways in the 1920s.

| شرکت‌های هواپیمایی                         | مقصدهای پروازی       |
| ----------------------------------------- | -------------------- |
| الیانس ایرلاینز                           | تانزویل              |
| کانتاس‌لینک اجرا توسط سان‌استیت ایرلاینز    | ماونت آیزیا، تانزویل |
| ویرجین استرالیا اجرا توسط الیانس ایرلاینز | بریزبن               |